# یک شروع و یک پایان
یک شروع و یک پایان (عربی مصری: بداية و نهاية) یک فیلم به کارگردانی صلاح ابوسیف است که در سال ۱۹۶۰ منتشر شد. از بازیگران آن می‌توان به عمر شریف، سنا جمیل، و فرید شوقی اشاره کرد.